# Bayerischer Staatspreis für Musik
Der Bayerische Musikpreis wird vom Bayerischen Staatsminister für Wissenschaft und Kunst grundsätzlich alle zwei Jahre verliehen und umfasst alle Sparten der Musik, einschließlich der Laienmusik. Er wird sowohl an Einzelpersönlichkeiten als auch an Ensembles vergeben, die sich durch herausragende Leistungen oder innovative Konzepte in besonderer Weise um die Musik, das Singen und Musizieren in Bayern verdient gemacht haben. Die Bayerischen Musikpreise in der Kategorie „Laienmusizieren“ sind jeweils mit 3.000 Euro dotiert.
Vorschlagsberechtigt sind die im Bayerischen Musikrat vertretenen Verbände. Die Entscheidung des Staatsministers wird von einem Gutachterausschuss, der vom Staatsministerium berufen wird, vorbereitet.

## Preisträger

### 2013
Kategorie Laienmusizieren
- Harald Rüschenbaum
- Andreas Donauer

Professionelles Musizieren
- Singer Pur
- Michael Wollny

Sonderpreis
- Waltraud Meier

### 2015
Kategorie Laienmusizieren
- Blaskapelle Höhenkirchen-Siegertsbrunn
- Puchheimer Jugendkammerorchester

Professionelles Musizieren
- Chor des Bayerischen Rundfunks
- Tied & Tickled Trio

Sonderpreis
- Max Frey

### 2017
Kategorie Laienmusizieren
- Bläserakademie „advanced“ des Musikbundes von Ober- und Niederbayern
- Bayerischer Landesjugendchor

Professionelles Musizieren
- Christian Gerhaher
- Carolin Widmann

Sonderpreis
- Konstantin Wecker

### 2020
Kategorie Laienmusizieren
- MonteverdiChor Würzburg
- Gloria Brass

Professionelles Musizieren
- Bamberger Symphoniker
- Andreas Martin Hofmeir

Sonderpreis
- Ana Chumachenco[2]

### 2023
Kategorie Laienmusizieren
- Markus Zwink
- via-nova-chor München

Professionelles Musizieren
- Münchener Kammerorchester
- Der Blaue Eumel

Sonderpreis
- Manfred Eicher[3]